# The Chant of Jimmie Blacksmith (film)
The Chant of Jimmie Blacksmith è un film del 1978 diretto da Fred Schepisi.